# Forever (песня Алексеева)
Forever (с англ. — «Навсегда») — песня певца Alekseev для конкурса «Евровидение-2018» в Лиссабоне, Португалия. Была исполнена в первом полуфинале Евровидения-2018, но в финал не прошёл. Также существует русскоязычная версия песни под названием «Навсегда», вышедшая ещё ранее англоязычной.

## История
Песня была представлена на национальном отборе Беларуси на конкурс «Евровидение-2018».
16 февраля 2018 года на основании голосования судей и телезрителей композиция была единогласно выбрана для участия в международном песенном конкурсе.
8 мая 2018 года Alekseev выступил под номер 8. Но в финал не смог попасть.